# 사토 요시노리 (1989년)
사토 요시노리(일본어: 佐藤 由規, 1989년 12월 5일 ~ )는 일본의 프로 야구 선수이며, 현재 퍼시픽 리그인 도호쿠 라쿠텐 골든이글스의 소속 선수(투수)이다.
등록명은 요시노리(由規).

## 인물

### 프로 입단 전
미야기현 센다이시 출신으로 초등학교 4학년 때부터 형이나 부모님에게 설득한 끝에 야구를 시작했다. 중학교 1학년이었던 2002년에는 리틀 리그인 센다이 동부 지역 팀의 일원으로서 전국 대회에 우승을 제패했고 그 후 센다이 동부 지역은 일본 대표로 발탁되면서 아시아 대회에 승리하는 등 세계 대회에 진출하기도 했다. 첫 경기인 러시아전에서 선발 등판하여 대회 10년 만이 되는 노히트 노런을 달성했고 최종적으로 팀은 결승전에서 미국 대표팀에게 1-0로 패해 2위를 기록했다. 요시노리가 다니던 중학교에 야구부가 있었지만 시니어 리그의 센다이 서부 지역 팀에 소속되어 야구를 계속했고 학교 내에서는 육상부의 선수로 뛰었다.
2005년에 센다이이쿠에이가쿠엔 고등학교에 진학하면서 당시 구속은 130 km/h를 측정했고, 1학년 가을에는 140 km/h를 측정하는 등 세간의 주목을 받았다. 그 후에는 구속을 늘려 3학년 여름에 열린 고시엔 대회의 지벤가쿠엔 고등학교(나라현)전에서 4회말에 고시엔 대회에서의 스피드 건으로 측정한 가운데 최고 속도인 155 km/h를 기록했다. 지금까지의 기록은 데라하라 하야토(니치난가쿠엔 고등학교)가 기록한 154 km/h였으며 최종적으로는 2007년의 미일 친선 경기에서 개인 최고 속도의 157 km/h를 측정했다. 고시엔 대회에서는 2학년 여름, 3학년 봄과 여름에 3시즌 연속으로 출전해 등판한 5경기 중 4경기에서 두 자릿수 삼진을 기록했다.
2007년의 고교생 드래프트 회의에서는 나카타 쇼(오사카도인 고등학교), 가라카와 유키(나리타 고등학교)와 함께 ‘고교 빅 3’라고 불리는 등 미야기 현의 연고지를 두고 있는 도호쿠 라쿠텐 골든이글스 외에도 도쿄 야쿠르트 스왈로스, 요코하마 베이스타스, 주니치 드래건스, 요미우리 자이언츠 등의 5개 구단이 1순위로 지명하면서 경합을 벌였는데 추첨 결과, 야쿠르트가 교섭권을 획득했다. 드래프트 지명 후에 가진 기자 회견에서는 가족에 대한 감사의 말을 하는 순간 눈물을 흘리기도 했다.
등번호인 ‘11’번에 맞춘 11월 11일에 계약금 1억 엔과 성과급 5,000만 엔, 연봉 1,500만엔(금액은 추정)으로 계약을 맺었다.

### 프로 입단 후

#### 2008년
입단 1년 차에는 1군에서 춘계 스프링 캠프를 보냈지만 2월 말에는 왼쪽 발목 통증을 일으키면서 애초에는 가벼운 증상으로 판단해 시범 경기에도 등판했지만 뚜렷한 결과가 나오지 않아 개막은 2군에서 시작되었다. 이후에는 재활 훈련에만 전념하는 등 4월 13일에 2군에서의 첫 등판하면서 1이닝을 무안타와 무실점으로 호투해 8승을 기록, 다승왕을 차지했다.
8월 30일 요코하마전에서 본격적인 1군 첫 등판을 완수했지만 2회 도중 6실점을 허용하며 강판 당했고(그 후 팀이 역전승했기 때문에 승패는 연결되지 않았다). 프로 데뷔 후 두 번째의 등판이 된 9월 6일의 요미우리전에서는 선발로 나와 6이닝을 던지면서 2안타 3실점 8탈삼진의 호투로 1군에서의 첫 승리를 거두었다. 참고로 이 경기까지의 야쿠르트는 요미우리에게 8연패를 당하고 있어서 요시노리는 요미우리전에서의 연패를 막는 구세주가 되었기 때문에 언론에서는 요시노리를 ‘요미우리 킬러’가 되었다고 보도했다.
그러나 9월 14일 요미우리전에서는 선발로 등판해 6이닝을 던지면서 4안타 3실점으로 패전 투수가 되어 1군에서의 첫 패배를 기록했다. 또, 이 경기에서는 희생 플라이로 프로 데뷔 처음으로 타점을 올리기도 했다. 프로 1년차에는 6경기에 등판해 2승 1패와 평균자책점 4.55로 시즌을 마쳤다.

#### 2009년

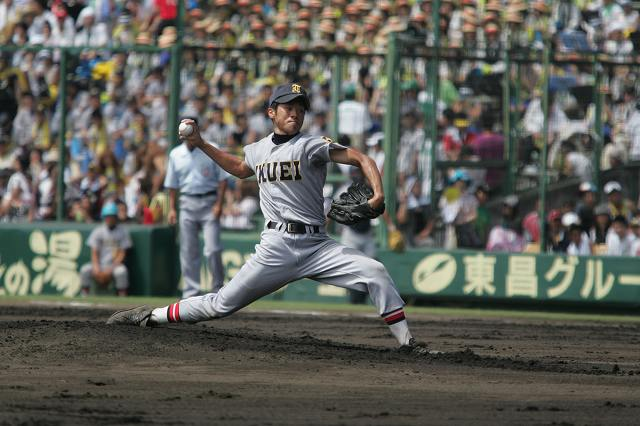
고교 시절의 사토 요시노리

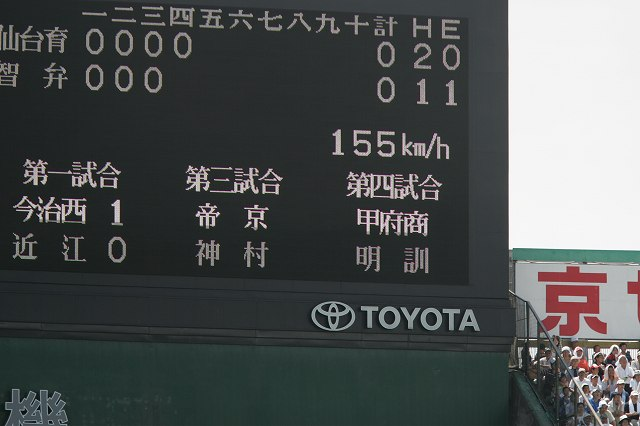
사토 요시노리가 고교 시절인 2007년 전국 고교 야구 선수권 대회에서 155km/h의 강속구를 측정했던 당시 전광판의 모습

선발 로테이션의 일각으로서 시즌 개막은 1군에서 시작했고 개막 2경기째에 등판했다. 4월 26일의 요코하마전에서는 프로 데뷔 후 최고 속도가 되는 157 km/h를 측정했다. 그러나 시즌 전반기에는 경기 도중 손가락 부상으로 인해 1군 등록이 말소되면서 이후에 재등록을 하는 등 1군과 2군을 오가듯이 하고 있었고 시즌 후반기에는 5승에만 머물러 팀에서는 유일하게 두 자릿수 패전 기록(10를)을 세우는 불명예를 안게 되었다. 올스타전에서는 감독 추천으로 출전했다.

#### 2010년
그 해의 시즌 개막은 1군에서 시작되었고 개막 2경기째(요미우리 2차전)에 등판하면서 8이닝 1실점의 호투로 시즌 첫 승리를 거둔다. 그 이후에는 초반에 대량 실점을 허용하는 경기가 계속되면서 내리 4연패를 당해 2군으로 강등당했고 교류전인 오릭스 버펄로스전(스카이마크 스타디움)에 복귀하여 그 후에는 안정된 피칭을 계속했다. 10월 4일에는 또 다시 부상 당하면서 등록이 말소되었지만 최종적으로 본인으로서는 처음으로 규정 투구 횟수를 채운 것과 동시에 시즌 12승(9패)과 프로 데뷔 후 처음으로 완봉승을 기록하여 프로 3년차에는 비약적인 성장을 나타냈다.
7월 29일에는 지금까지의 개인 최고 속도가 되는 158 km/h를 기록, 같은 해 8월 26일 메이지 진구 야구장에서 열린 요코하마전에서의 5회에 터멜 슬레지의 타석에서 던진 5구째가 일본인 최고 속도가 되는 161 km/h를 기록해 일본인 투수로서는 처음으로 160 km/h의 벽을 깼다. 다만 TV 중계에서는 152 km/h라고 측정되었다.

#### 2011년
전년도와 마찬가지로 선발 로테이션에 들어갔고 교류전 도중 옆구리를 다쳐 전력에서 이탈했지만 올스타전에서는 팬 투표로 선정되었다. 오가와 준지 감독에게서는 후반기의 키 포인트라고 기대되었지만 9월에 오른쪽 어깨 통증으로 다시 이탈되었다. 결과적으로는 팀의 기대를 배반하는 형태로 시즌을 마쳤다. 그 해에 동일본 대지진이 일어나면서 현지 및 본가에 피해를 입었고 가족은 무사했지만 고교 시절에 배터리를 짜면서 고교 1년 선배였던 사이토 이즈미가 행방 불명되어 4월 27일에 변사체로 발견되었다. 당일에 그 사실을 알고있던 요시노리는 후의 요미우리전에서 승리하였고 임창용으로부터 넘겨받은 위닝 볼을 선배에게 건네주겠다고 말했다.

## 플레이 스타일
- 팔꿈치를 조금 내린 스리쿼터에 가까운 폼으로부터 아시아인으로서는 최고 속도인 161 km/h, 상시 150 km/h 전후의 직구를 던진다. 체력이 있어 경기 종반이어도 150 km/h대의 직구를 던질 수 있다. 변화구는 날카로움이 좋은 슬라이더를 중심으로 포크볼, 컷 패스트볼, 140 km/h 전후로 떨어지는 체인지업과 커브를 던진다.
- 주무기인 슬라이더도 120 km/h의 전후, 130 km/h 전후의 것과 140 km/h 대에 가까운 것(컷 패스트볼)을 상황에 따라 이러한 구종들을 구사하고 있다.
- 투수로서는 비교적 드문 우투좌타인데 원래는 왼손잡이였다. 형의 글러브를 사용하고 있어서 우완 투수가 되었는데 왼손으로 멀리 던지기를 할 때 60m를 던질 수 있다.

## 상세 정보

### 출신 학교
- 센다이 이쿠에이 가쿠엔(학원) 고등학교

### 선수 경력
- 도쿄 야쿠르트 스왈로스(2008년 ~ 2018년)
- 도호쿠 라쿠텐 골든이글스(2019년 ~ )

### 수상·타이틀 경력
- 이스턴 리그 다승왕(2008년)

### 개인 기록

#### 투수 기록
- 첫 등판·첫 선발 등판 : 2008년 8월 30일, 대 요코하마 베이스타스 19차전(요코하마 스타디움), 1과 2/3이닝 6실점(5자책점)
- 첫 탈삼진 : 상동, 1회말에 우치카와 세이이치로부터 헛스윙 삼진
- 첫 승리·첫 선발 승리 : 2008년 9월 6일, 대 요미우리 자이언츠 19차전(메이지 진구 야구장), 6이닝 3실점
- 첫 완투 승리 : 2010년 7월 29일, 대 히로시마 도요 카프 13차전(메이지 진구 야구장), 9이닝 3실점 7탈삼진
- 첫 완봉 승리 : 2010년 8월 5일, 대 주니치 드래곤스 16차전(메이지 진구 야구장), 5피안타 8탈삼진

#### 타격 성적
- 첫 타점 : 2008년 9월 14일, 대 요미우리 자이언츠 22차전(도쿄 돔), 5회초에 다카하시 히사노리로부터 좌익 희생 플라이
- 첫 안타 : 2010년 7월 4일, 대 주니치 드래곤스 11차전(아키타 현립 야구장), 2회말에 나카타 겐이치로부터 좌전 2점 적시타

#### 기타
- 올스타전 출장 : 2회(2009년, 2011년)

### 등번호
- 11(2008년 ~ 2015년, 2016년 7월 5일 ~ 2018년)
- 121(2016년 ~ 2016년 7월 4일)
- 123(2019년 ~ 2019년 7월 28일)
- 63(2019년 7월 29일 ~ )

### 등록명
- 由規(2008년 ~ )

### 연도별 투수 성적
| 연 도    | 소 속    | 등 판 | 선 발 | 완 투 | 완 봉 | 무 4 구 | 승 리 | 패 전 | 세 이 브 | 홀 드 | 승 률 | 타 자 | 이 닝 | 피 안 타 | 피 홈 런 | 볼 넷 | 고 4 | 몸 맞 | 탈 삼 진 | 폭 투 | 보 크 | 실 점 | 자 책 점 | 평 자 책 | W H I P |
| -------- | -------- | ----- | ----- | ----- | ----- | ------- | ----- | ----- | -------- | ----- | ----- | ----- | ----- | -------- | -------- | ----- | ---- | ----- | -------- | ----- | ----- | ----- | -------- | -------- | ------- |
| 2008년   | 야쿠르트 | 6     | 5     | 0     | 0     | 0       | 2     | 1     | 0        | 0     | .667  | 118   | 29.2  | 21       | 4        | 8     | 0    | 2     | 28       | 3     | 0     | 16    | 15       | 4.55     | 0.98    |
| 2009년   | 야쿠르트 | 22    | 21    | 0     | 0     | 0       | 5     | 10    | 0        | 0     | .333  | 520   | 120.0 | 109      | 9        | 57    | 0    | 5     | 91       | 5     | 0     | 61    | 47       | 3.50     | 1.38    |
| 2010년   | 야쿠르트 | 25    | 25    | 2     | 1     | 0       | 12    | 9     | 0        | 0     | .571  | 724   | 167.2 | 158      | 11       | 74    | 4    | 8     | 149      | 8     | 0     | 78    | 67       | 3.60     | 1.38    |
| 2011년   | 야쿠르트 | 15    | 15    | 3     | 1     | 0       | 7     | 6     | 0        | 0     | .538  | 425   | 100.2 | 84       | 6        | 41    | 1    | 8     | 83       | 5     | 0     | 34    | 32       | 2.86     | 1.24    |
| 2016년   | 야쿠르트 | 5     | 5     | 0     | 0     | 0       | 2     | 3     | 0        | 0     | .400  | 120   | 25.2  | 26       | 1        | 20    | 0    | 1     | 18       | 2     | 0     | 16    | 13       | 4.56     | 1.79    |
| 2017년   | 10       | 10    | 0     | 0     | 0     | 3       | 5     | 0     | 0        | .375  | 234   | 54.1  | 48    | 4        | 33       | 0     | 0    | 46    | 0        | 0     | 29    | 26    | 4.31     | 1.49     |         |
| 2018년   | 7        | 7     | 0     | 0     | 0     | 1       | 2     | 0     | 0        | .333  | 155   | 34.1  | 34    | 4        | 20       | 0     | 1    | 37    | 1        | 0     | 17    | 17    | 4.46     | 1.57     |         |
| 2019년   | 라쿠텐   | 1     | 0     | 0     | 0     | 0       | 0     | 0     | 0        | 0     | ----  | 3     | 1.0   | 0        | 0        | 0     | 0    | 0     | 2        | 0     | 0     | 0     | 0        | 0.00     | 0.00    |
| NPB：8년 | NPB：8년 | 91    | 88    | 5     | 2     | 0       | 32    | 36    | 0        | 0     | .471  | 2299  | 534.1 | 480      | 39       | 253   | 5    | 25    | 454      | 24    | 0     | 251   | 217      | 3.66     | 1.37    |

- 2019년 시즌 종료 기준.
- 굵은 글씨는 시즌 최고 성적.